# 円通寺 (丹波市)

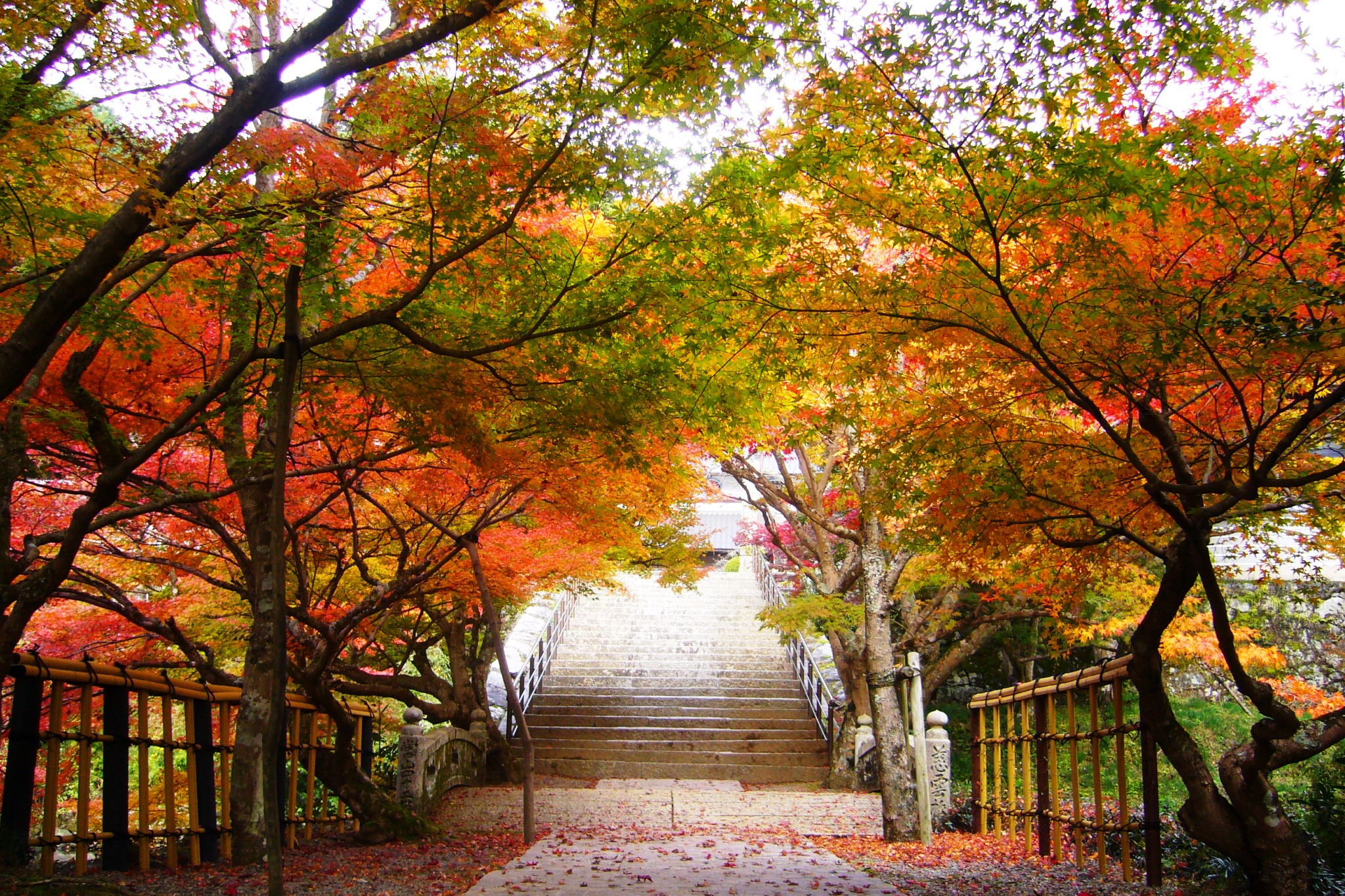
秋の円通寺

円通寺（えんつうじ）は、兵庫県丹波市氷上町にある曹洞宗の寺院。山号は永谷山（ようこくざん）。正式な寺号は円通興国禅寺。本尊は如意輪観音。高源寺、石龕寺とともに「丹波紅葉三山」の1つとして知られる。

## 歴史
永徳2年（1382年）正月、室町幕府第3代将軍足利義満が、後円融天皇の勅命を受けて開基となり、足利尊氏の第四子である英仲芳俊を開山として創建したと伝えられる。年号の首字「永」より「永谷山（ようこくざん）」、天皇の宝号「円」より「円通寺」と名付けられ、勅願所（勅願寺）に定められた。
本尊の如意輪観音像は、後小松天皇が自ら南北朝合体を祈願して一刀三礼で彫り、当寺に下賜されたものであると伝えられる。第2世には関白近衛道嗣の第三子牧翁性欽を迎え、当寺は朝廷、幕府双方に通じる寺院となった。
戦国時代には一時衰退した。織田信長の命を受けた明智光秀が丹波国に攻め込むと当寺も危機となるが、地元の国人荻野喜右衛門が光秀の本陣に赴いて円通寺への攻撃を取り止めるように必死に説得すると、光秀はそれを受け入れ当寺は戦火を免れたと寺伝に記されている。
江戸時代に入って中興されると江戸幕府から朱印状が与えられ、触頭の任に当たった。本堂や庫裏は天保11年（1840年）に焼失後、再建されたものである。200余の末寺と一千石を越える寺領を有し、丹波国、但馬国、播磨国、摂津国に君臨していたが、明治時代になると廃仏毀釈で荒廃した。その後、第40世として日置黙仙禅師が住持となり、円通寺を復興した。後に日置黙仙禅師は曹洞宗大本山永平寺の管長となっている。

## 境内
- 施無畏殿 - 本堂。天保11年（1840年）に焼失後、再建。軒下には中井権次一統による多くの彫刻がある。木造建築としては当地方最大の規模を誇る建物である。
- 庫裏 - 天保11年（1840年）に焼失後、再建。当地方最大の規模の庫裏。
- 躍然遠挙の碑 - 碑銘は山岡鉄舟の筆。
- 三如来堂 - 元は大師堂であったが、香良の三如来寺が廃寺になった際にそこで祀られていた釈迦如来、阿弥陀如来、薬師如来の三如来像を当寺に移し安置している。
- 明治忠魂碑 - 碑銘は山縣有朋の筆。
- 鐘楼
- 放生池 - かつて池の横に源融が建立した賀茂大明神社があったが、円通寺建立の際に賀茂神社（町内賀茂）と神野神社（町内北御油）に分けて祀られた。
- 山門 - 門の左右に別棟を設けてそこに仁王を祀っているので、一応は「仁王門」といえる。
- 指月庵
- 永代供養塔 - 2017年（平成29年）5月完成。
- 清水地蔵

## 文化財

### 丹波市指定有形文化財
- 絹本著色釈迦十六善神像 1幅[2]
- 絹本墨画地蔵瀧山水図 3幅[2]
- 絹本墨画龍図 1幅[2]
- 正法眼蔵（写本） 24冊[2]

### 丹波市指定天然記念物
- 大スギ[2][3]
- タブノキ[2][3]
- イトザクラ[2][3]

## 前後の札所
氷上郡西国霊場
18 西念寺　-　19 円通寺　-　20 称念寺